# Iakoruda
Iakoruda (în bulgară Якоруда) este un oraș în Obștina Iakoruda, Regiunea Blagoevgrad, Bulgaria.

## Demografie
Componența etnică a orașului Iakoruda
     Romi (7,26%)
     Turci (29,59%)
     Nicio identificare (18,83%)
     Bulgari (43,69%)
     Altele (0,6%)
La recensământul din 2011, populația orașului Iakoruda era de 5.792 locuitori. Nu există o etnie majoritară, locuitorii fiind bulgari (43,69%), turci (29,59%) și romi (7,26%). Pentru 18,83% din locuitori nu este cunoscută apartenența etnică.